# Panorpa connexa
Panorpa connexa är en näbbsländeart som beskrevs av Maclachlan 1869. Panorpa connexa ingår i släktet Panorpa och familjen skorpionsländor. Inga underarter finns listade i Catalogue of Life.